# Gare de Bel-Air (Paris)
Pour les articles homonymes, voir Gare de Bel-Air.
Ne doit pas être confondu avec Gare de Bel-Air-Ceinture ou Bel-Air (métro de Paris).
La gare de Bel-Air (Paris) est une gare ferroviaire française désaffectée de la ligne de Paris-Bastille à Marles-en-Brie, située dans le 12e arrondissement de Paris, en région Île-de-France.

## Situation ferroviaire
À l'origine, la gare de Bel-Air est située au point kilométrique (PK) 3,140 de la ligne de Paris-Bastille à Marles-en-Brie, dite ligne de Vincennes, entre les gares de Reuilly et de Saint-Mandé. Elle se trouve au croisement avec l'ancienne ligne de Petite Ceinture à proximité de la gare de Bel-Air-Ceinture située sur cette dernière.

## Histoire
La ligne de Paris-Bastille à Marles-en-Brie est ouverte le 22 septembre 1859. Elle est fermée au trafic voyageurs en 1969, à la suite de sa reprise par la ligne A du RER qui amène les voyageurs à la gare de Nation.
Elle est située à proximité de la gare de Bel-Air-Ceinture à l'est et à proximité la station de métro Bel-Air qui enjambe la ligne de Vincennes à l'ouest de la gare.
Le bâtiment voyageurs est détruit en 1985 en même temps que la ligne, où subsistait un trafic de fret, est déposée.